# Самолва

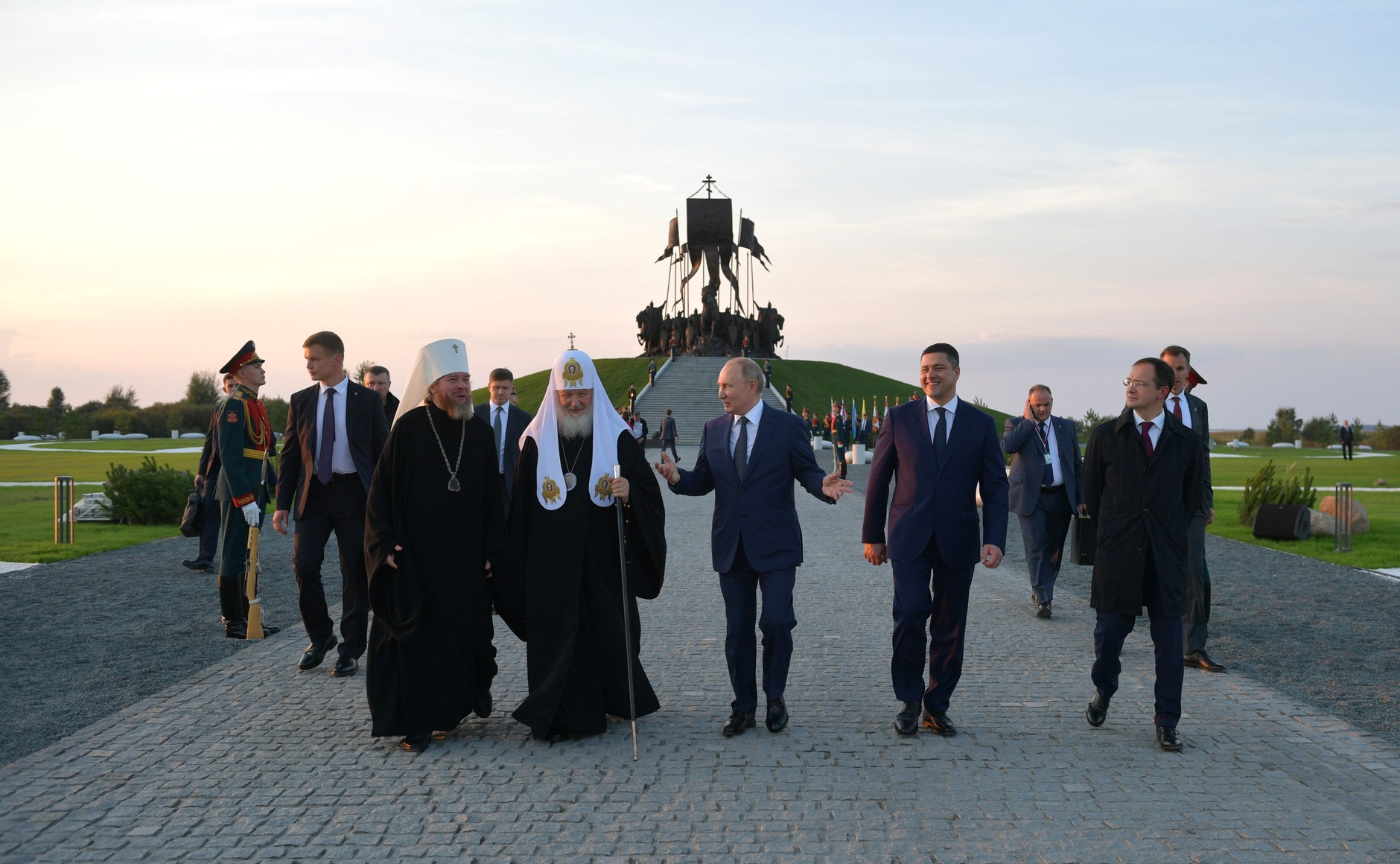
Мемориальный комплекс «Князь Александр Невский с дружиной» у деревни Самолва

Самолва́ — деревня в Гдовском районе Псковской области России. Административный центр Самолвовской волости.

## География
Расположена на юго-западе района на берегу Желченского залива Чудского озера при впадении в него одноимённой реки Самолва. Пристань. Погранзастава: рядом проходит граница с Эстонией.

## Население
| 2001 | 2002 | 2010 |
| ---- | ---- | ---- |
| 274  | →274 | ↘210 |

Численность населения деревни на конец 2000 года составляла 274 человека, на 2009 год — 230 человек.

## История
С середины XIX века началось массовое переселение эстонцев на восточный берег Чудского озера — на Гдовщину — где они обрели новую родину. В основном переселенцы направлялись в эти края из северной части Дерптского уезда. По данным академика Петера фон Кёппена, в 1867 году в Самолве и семи окрестных деревнях проживали 572 эстонца. Полуостров Самолва даже называли так называемой «Малой Эстонией». Несмотря на русификацию, эстонцы Гдовщины сохраняли в то время элементы народной культуры, самосознание и родной язык в течение длительного времени. Осенью 1943 года около 250 самолвовских эстонцев уехали в Эстонию. В настоящее время в Музее рыбацкого края «Самолвовский амбар» можно увидеть «Эстонскую комнату», где представлен соответствующий быт и убранство.
В 1 км к востоку от Самолвы расположена деревня Кобылье Городище с историческим комплексом, посвящённым произошедшему в 1242 году рядом на озере Ледовому побоищу.
Погранзастава здесь существовала в 1920—1930-е годы — во времена Первой Эстонской республики.
В 1958 году Президиум Академии наук СССР организовал комплексную экспедицию по уточнению места Ледового побоища 1242 года. Возглавил экспедицию военный историк, генерал-майор Георгий Николаевич Караев (1891—1984). Штаб экспедиции находился в доме самолвовских жителей Саловых.
К 770-летию Ледового побоища, 22 апреля 2012 года, в Самолве открыт Музей Ледового побоища. 
11 сентября 2021 года к северу от деревни был открыт мемориальный комплекс «Князь Александр Невский с дружиной».
17 января 2023 года Самолву исключили из приграничной зоны.

## Видео
«Самолва. Исторический фестиваль в Гдовском районе» / #ЭхоПсковы // ГражданинЪ TV. 24 августа 2022. 